# Egretta rufescens
La garzetta rossastra (Egretta rufescens Gmelin, 1789) è un Ardeidae di piccole dimensioni, che si riproduce nell'America centrale, nelle Bahamas, nei Caraibi, nella Costa del Golfo degli Stati Uniti d'America e nel Messico.

## Descrizione

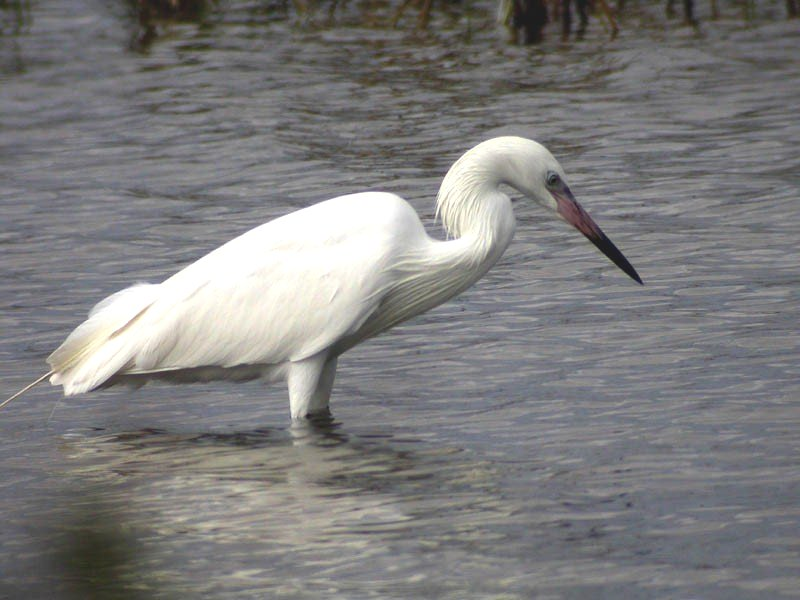
Esemplare adulto con morfismo bianco

Di media taglia, la garzetta rossastra raggiunge una lunghezza di 68–82 cm ed un'apertura alare attorno ai 116–124 cm. Le zampe ed il collo sono lunghi; quest'ultimo è di colore nero. Il becco è punteggiato di macchie rosa ed ha la punta nera. I due sessi sono simili, ma vi sono due morfismi. Gli adulti che presentano il morfismo nero, presentano una colorazione grigiazzurro per il corpo, il capo rossastro ed il collo coperto di piume lunghe. Il morfismo bianco presenta invece un piumaggio interamente bianco. I giovani esemplari di garzetta rossastra hanno invece piumaggio marrone.

## Biologia

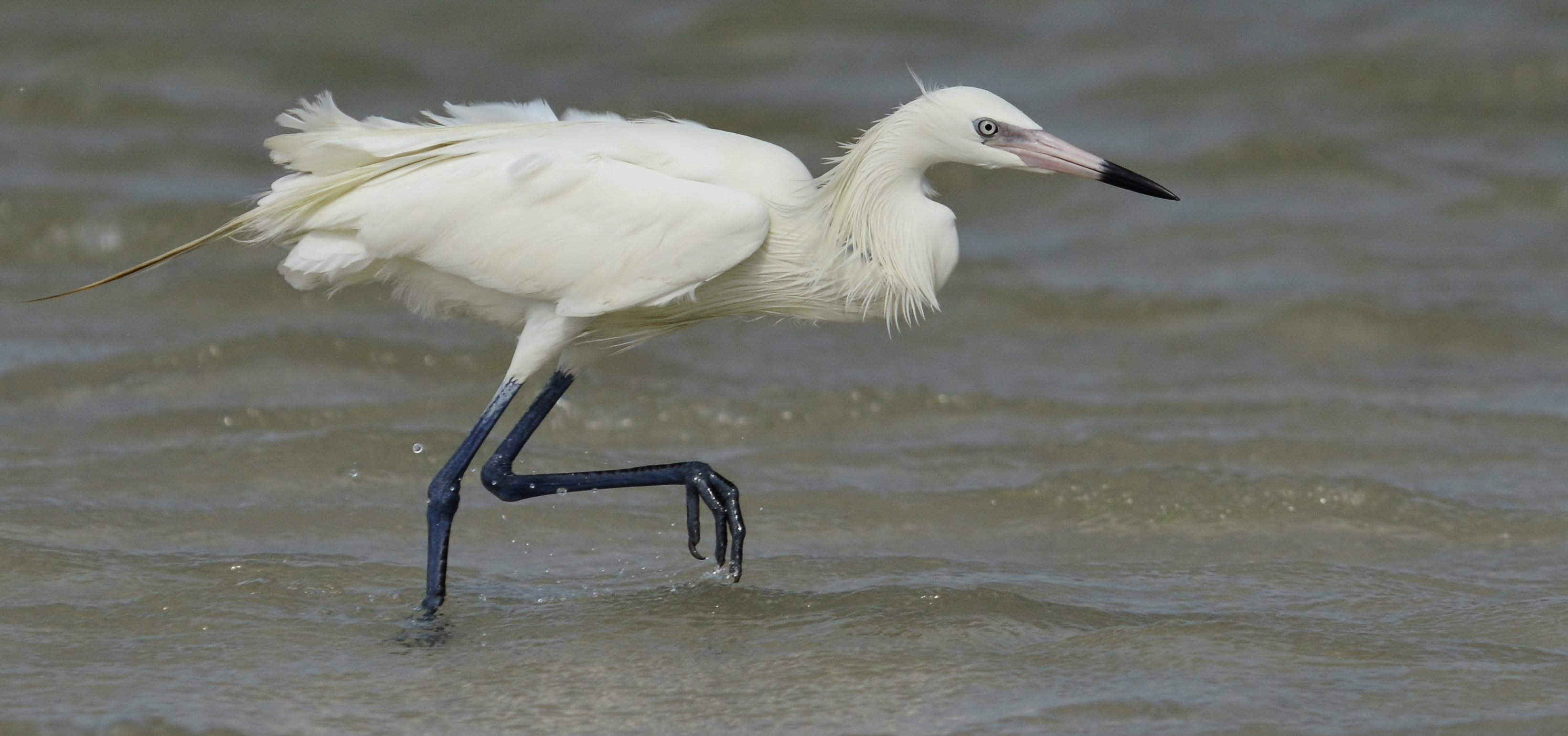
Esemplare adulto con morfismo bianco

La garzetta rossastra è ritenuta fra gli ardeidae più attivi, ed è spesso vista in movimento. Insegue visivamente la preda nell'acqua poco profonda, spesso correndo energicamente ed usando l'ombra delle proprie ali i riflessi della luce sull'acqua quand'è sul punto di fiocinare un pesce. La garzetta rossastra si nutre di pesci, rane, crostacei ed insetti. Il suo verso caratteristico è un gracchiare basso e gutturale.

### Riproduzione
La garzetta rossastra si riproduce negli acquitrini tropicali. Nidifica in colonie, talvolta con altre specie di ardeidae, solitamente su piattaforme sui rami degli alberi o di piccoli arbusti. Queste colonie sono spesso collocate nelle isole costiere. La garzetta rossastra ha un rituale di corteggiamento piuttosto rumoroso; in genere, richiede che si scuota il capo nella cerimonia di saluto, per poi dare il via ad inseguimenti e voli in cerchio. Inoltre, bisogna che il maschio arruffi le piume posteriori, quelle del collo e quelle della cresta, mentre sbatte il becco.

## Conservazione
La IUCN Red List classifica questa specie come prossima alla minaccia (Near Threatened).
 
Secondo il Texas Parks and Wildlife Department, negli USA vi sono solo 1.500 o 2.000 coppie fertili di garzetta rossastra, la maggior parte delle quali si trova in Texas. In Texas è classificata come "specie minacciata" ed è oggetto di speciale protezione.